# Ньюбері-парк (станція метро)
51°34′32″ пн. ш. 0°05′24″ сх. д. / 51.575555555556° пн. ш. 0.09° сх. д.
Ньюбері-парк (англ. Newbury Park) — станція Центральної лінії Лондонського метрополітену. Станція знаходиться у Ньюбері-парк, Редбрідж, Лондон, у 4-й тарифній зоні, на петлі Гаїнолт між метростанціями — Баркінгсайд та Гантс-гілл. В 2018 році пасажирообіг станції — 5.48 млн пасажирів
Конструкція станції — наземна відкрита з двома береговими платформами на дузі.

## Історія
- 1 травня 1903: перше відкриття станції у складі Great Eastern Railway[en] (GER)[3]
- 1923: припинення трафіку GER, початок трафіку LNER
- 29 листопада 1947: друге закриття станції вже у складі London and North Eastern Railway[en].[3]
- 14 грудня 1947: відкриття станції у складі Центральної лінії, як кінцевої[3]
- 31 травня 1948: відкриття наскрізного трафіку
- 4 жовтня 1965: закриття товарної станції[4]

## Пересадки
На автобуси London Buses маршрутів: 66, 296, 396 та 296 — цілодобовий

## Послуги
| Попередня станція | Лінія | Лінія                                           | Лінія | Наступна станція |
| ----------------- | ----- | ----------------------------------------------- | ----- | ---------------- |
| Баркінгсайд       |       | Лондонське метро Центральна лінія петля Гаїнолт |       | Гантс-гілл       |